# Цукудани
Цукудани (яп. 佃煮) — это блюдо японской кухни, состоящее из небольших морепродуктов, мяса или водорослей, которые были отвареных до сладкого и острого вкуса с приправами в соевом соусе и мирине.

## Происхождение
Наиболее расостранена версия, что в период Эдо сёгун Токугава Иэясу велел главе деревни Мори Магоэмону пригласить в Эдо опытных рыбаков из деревни Цукуда в провинции Сетцу (восточная часть современной префектуры Хёго и северная часть префектуры Осака), и приказал построить приливные отмели на берегу Токийского залива. Они освоили участки землю и поселились там, и он стал известен как остров Цукудасима (современный Тюо, Токио, остров соединён с основным берегом в XX веке). Рыбаки Цукудасимы варили мелкую рыбу и моллюсков с морской солью и соевым соусом для собственного употребления  пищу в плохую погоду  в качестве еды на борту, когда они отправлялись на рыбалку, делая их основным продуктом питания или консервами. Говорят, что когда было поймано большое количество мелкой рыбы, цукудани производилось в больших количествах и продавалось в больших количествах, и оно стало популярным среди простонародья Эдо из-за длительного срока хранения и низкой цены, а также было популяризировано самураями в своих долгих походах и к середине XIX века оно распространилось по всей Японии.
Во время восстания Сацума в 1877 году (10-й год Мэйдзи) правительственная армия приказала производить большое количество цукудани в качестве сухого пайка для солдат. Во время китайско-японской войны в 1894 году (27 год Мэйдзи) правительство заказано производство цукудани уже как основного питания армии. После войны солдаты, возвращавшиеся домой, были знакомы с цукудани, которое они ели на поле боя, и оно стало гарниром для обычных домочадцев и частью их ежедневного рациона.
Согласно другой версии, блюдо впервые приготовил Сайсуке Аояги в 1858 году, либо Тайхей Исэй из Нихонбаси, когда существует и версия авторства Фуная Сакичи в 1862 году. Кроме того, Сакичи создал прототип сегодняшнего цукудани, внеся уникальные улучшения в технологию приготовления, перестав варить все компоненты вместе в солёной воде (новая идея разделения на различные типы ингредиентов и впервые использование высококачественного соевого соуса).
В регионе Кансай популярна версия, что современное блюдо основано на традиции синтоистского святилища Сумиёси-тайся в Осаке, где во время фестиваля в качестве подношения синтоистским богам предлагались отварные рыбки (как правило, отварные в соевом соусе или в солёной воде).

## Разновидности

### Общие разновидности
Существует до 118 видов цукудани, которые классифицируются по используемому сырью. Существует три основных вида:
- Цукудани из морепродуктов, приготовленное из водорослей, корюшки, сардин, моллюсков, креветок и т. д.;
- Цукудани десертные, в том числе из саранчи, грецких орехов и т.п.[10]
- Смешанное цукудани, которое готовится путём варки двух или трёх видов ингредиентов вместе.[9]

В цукудани можно добавлять различные приправы и добавки, в том числе лосось, мирин, имбирь, юдзу, чили, кунжут и т. п.

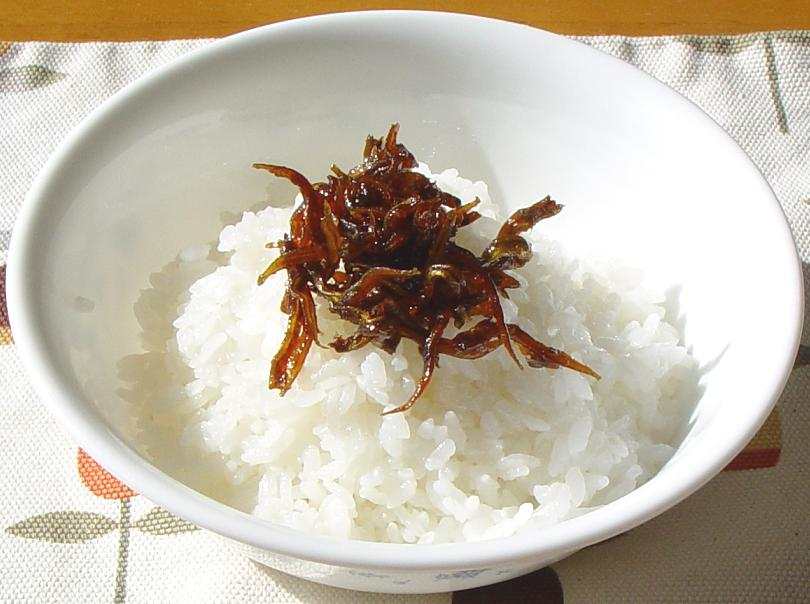
Иканаго цукудани подается в качестве гарнира с рисом.
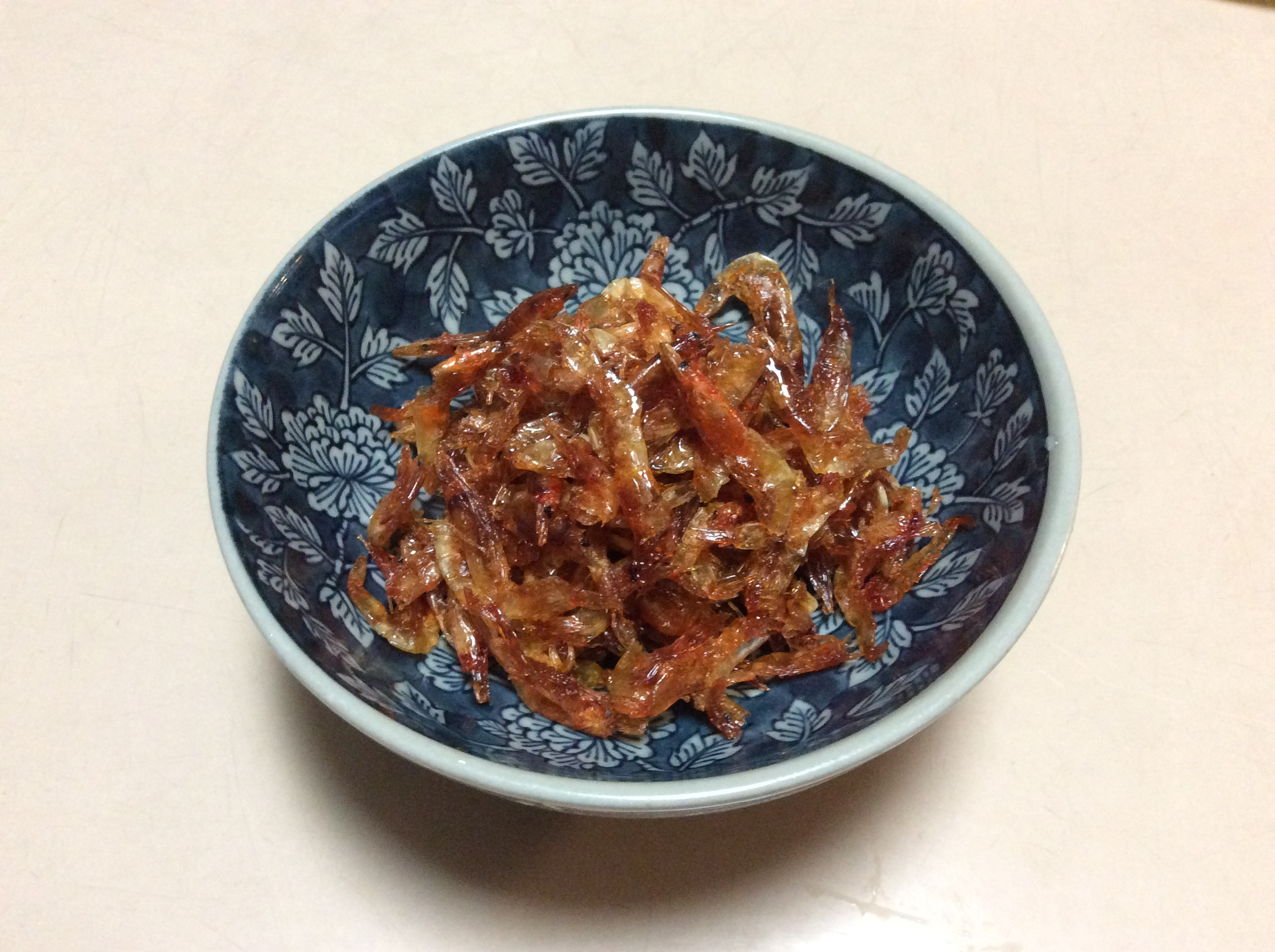
Цукудани с креветками сакура, Сидзуока
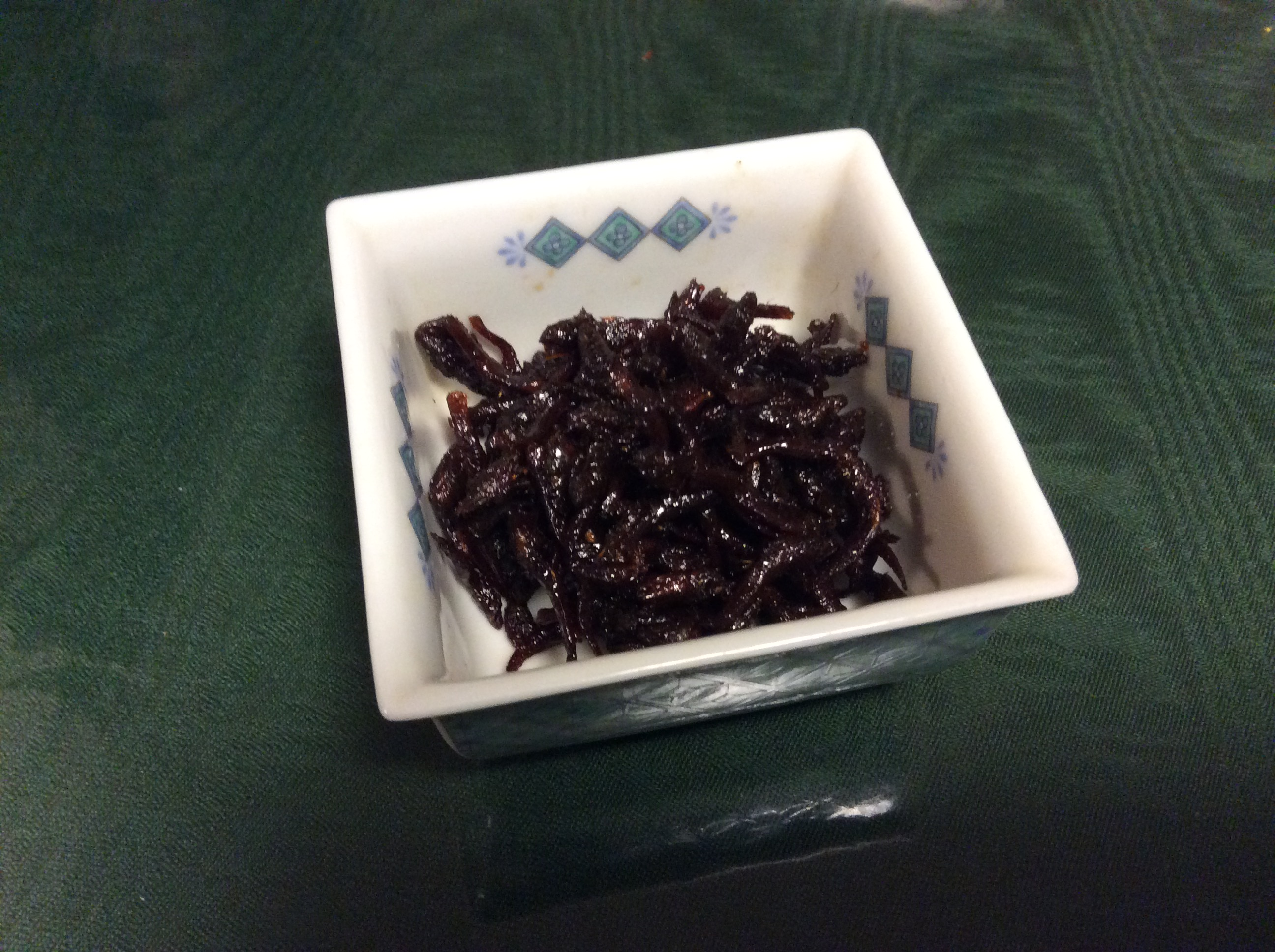
Цукудани с бычками
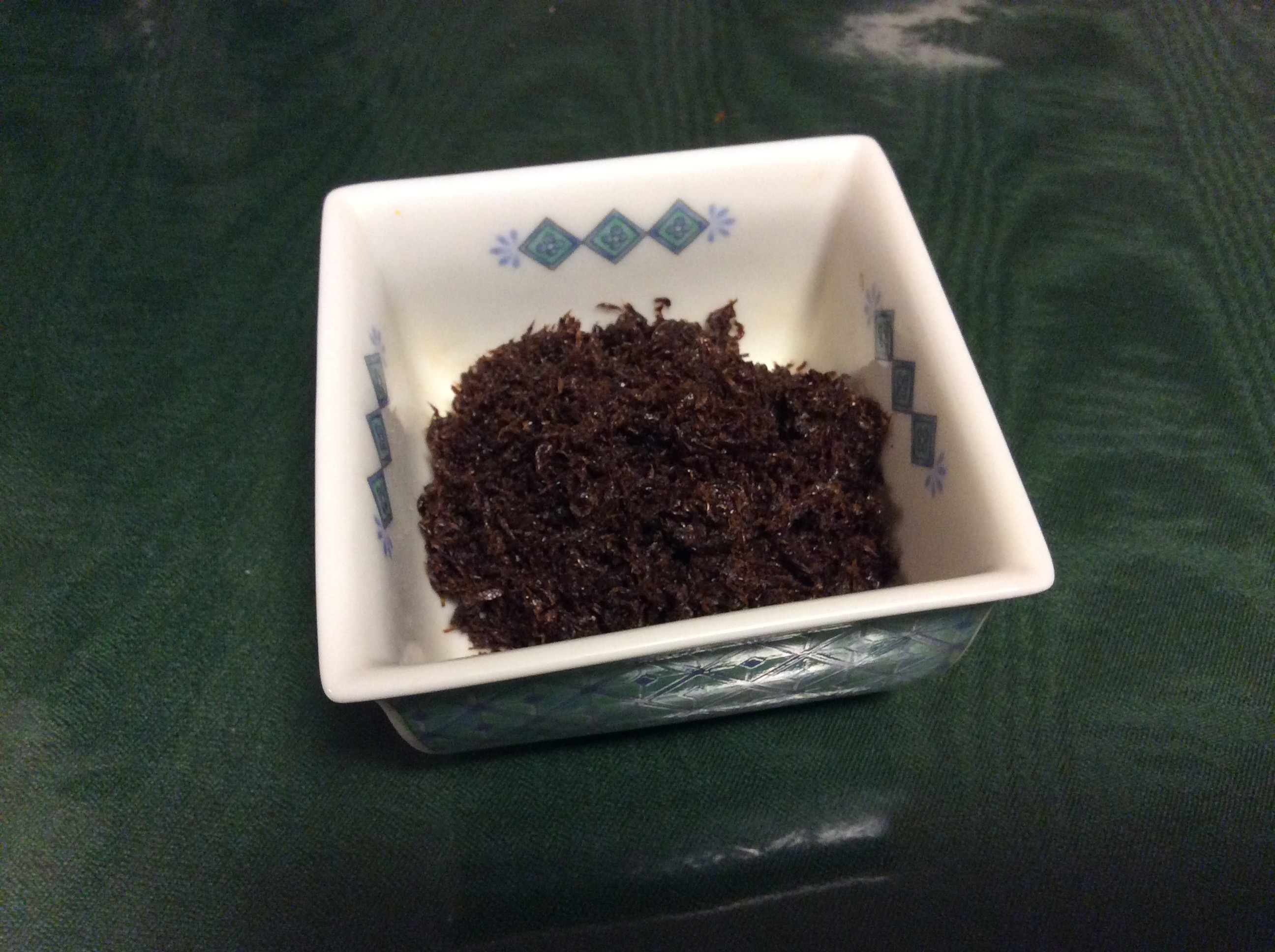
Цукудани Ами
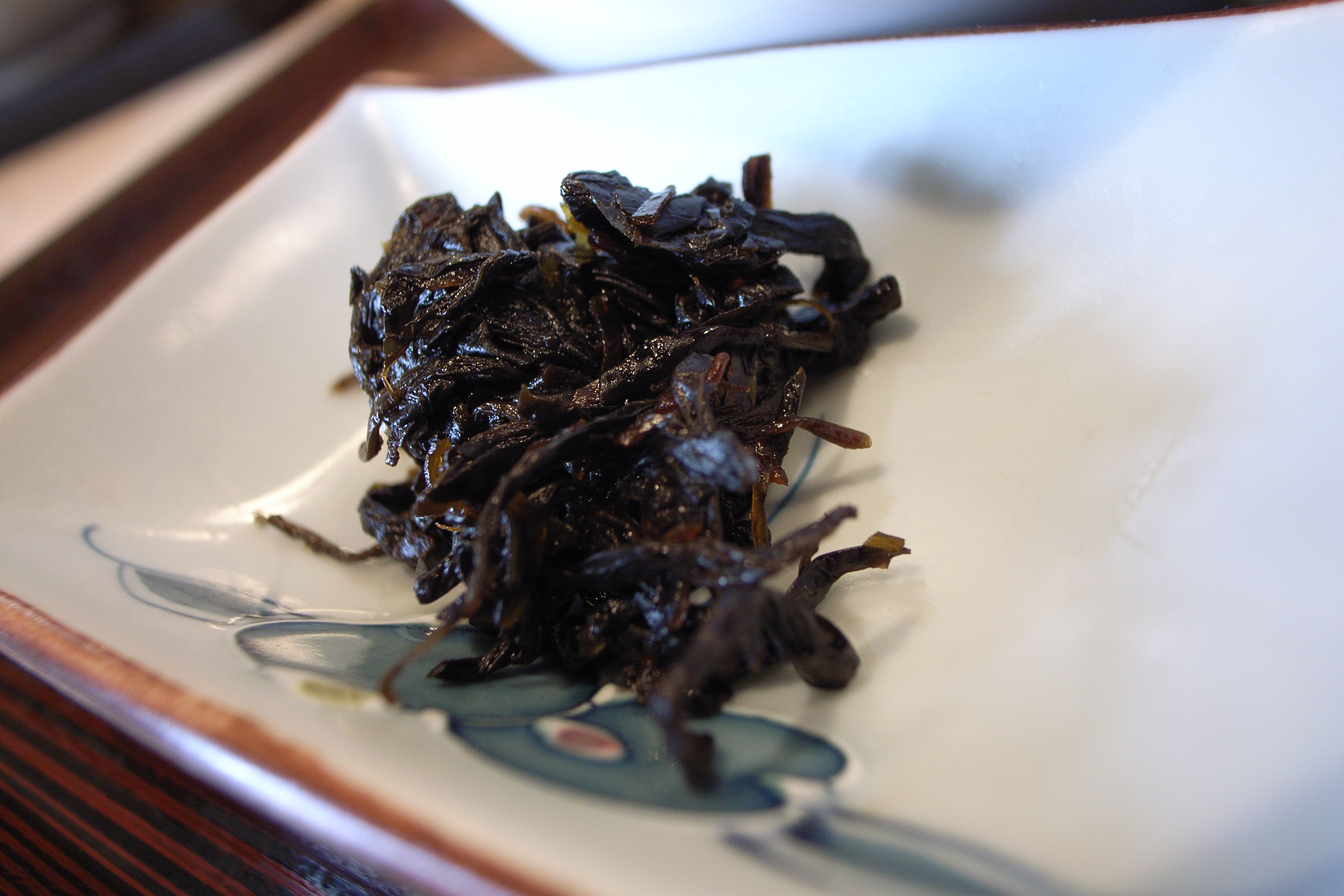
Комбу цукудани
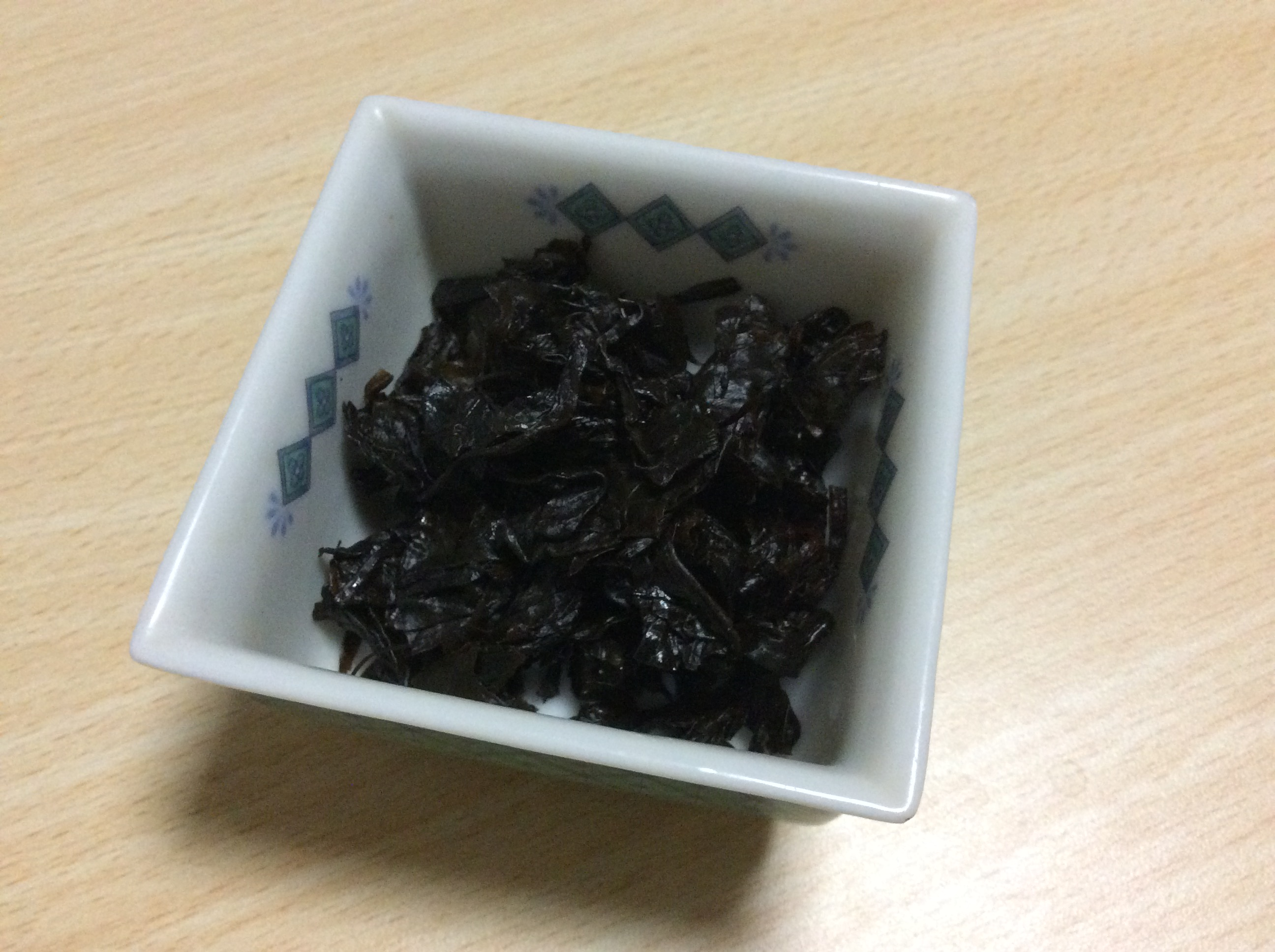
Цукудани с перцем чили
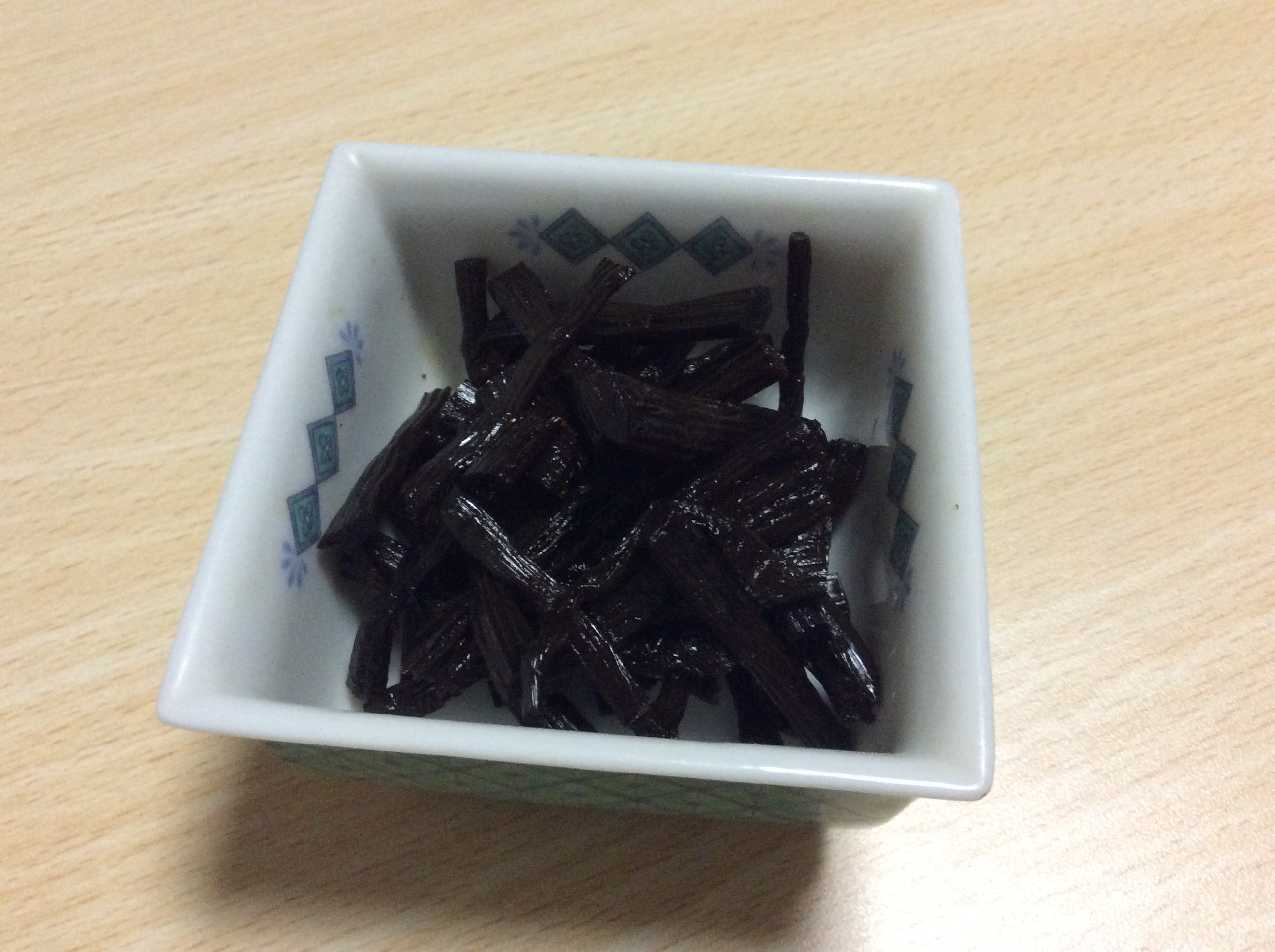
Карабуки-цукудани
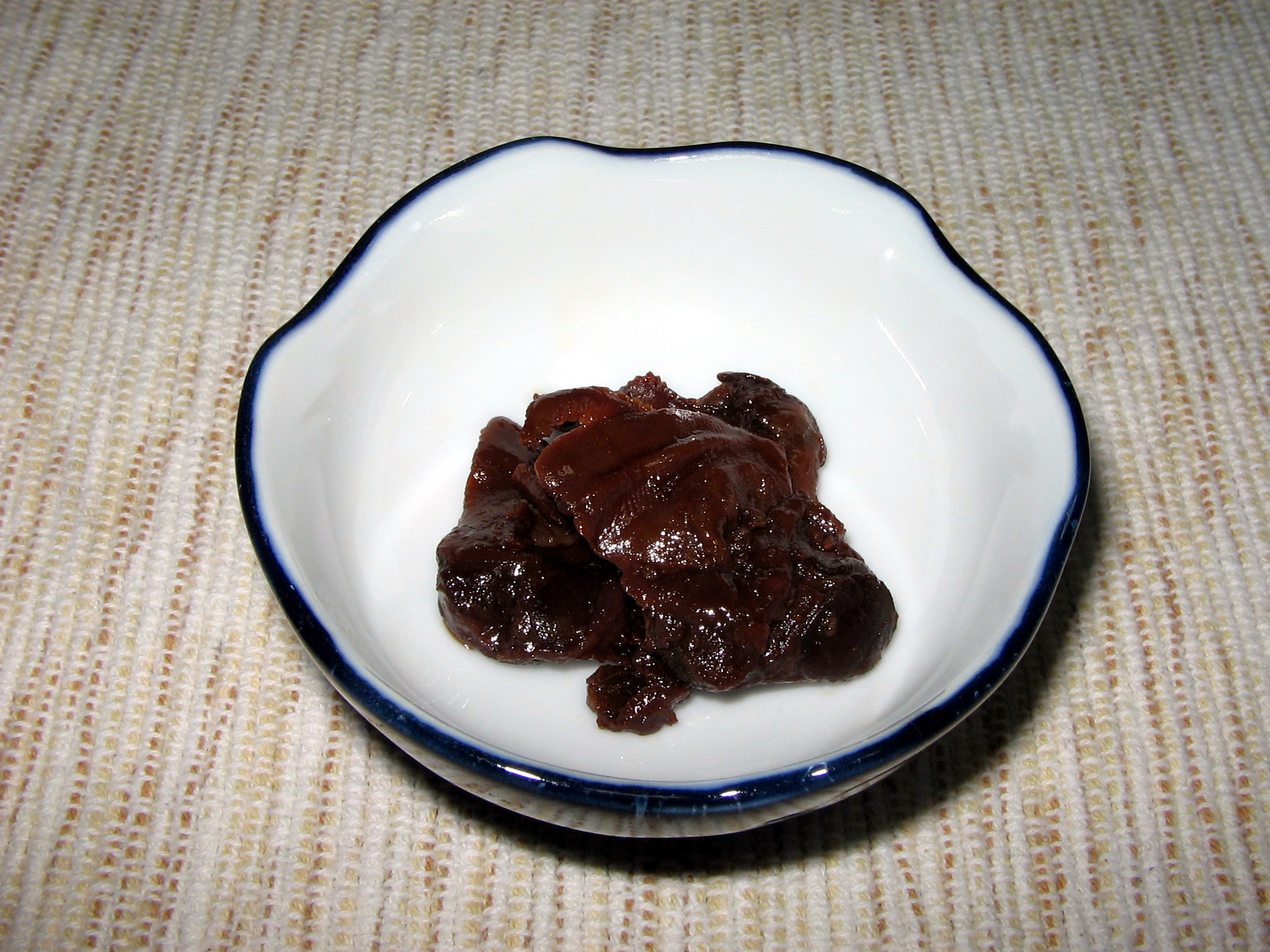
Цукудани с моллюсками

### Местные вариации
- Вакасаги-но цукудани (яп. わかさぎの佃煮), приготовленное из небольшой прудовой корюшки, пойманной в озере Хатирогата, префектура Акита.
- Асари-но цукудани (яп. あさりの佃煮), приготовленное из мелких моллюсков — префектура Тиба.
- Иканаго-но кугини (яп. いかなごのくぎ煮), приготовленное из песчаного угря — префектура Хёго.
- Инаго-но цукудани (яп. いなごの佃煮), приготовленное из саранчи — префектуры Фукусима и Нагано.
- Дзазамуси-но цукудани (яп. ざざむしの佃煮), приготовленное из личинок веснянки и ручейника — Ина, префектура Нагано.[1]

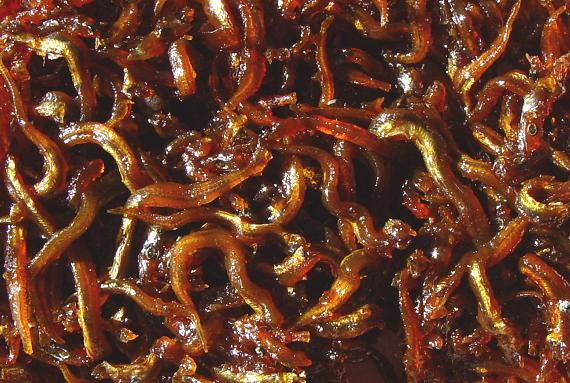
Иканаго (песчаник, вид Hypoptychus dybowski ), приготовленный в цукудани.
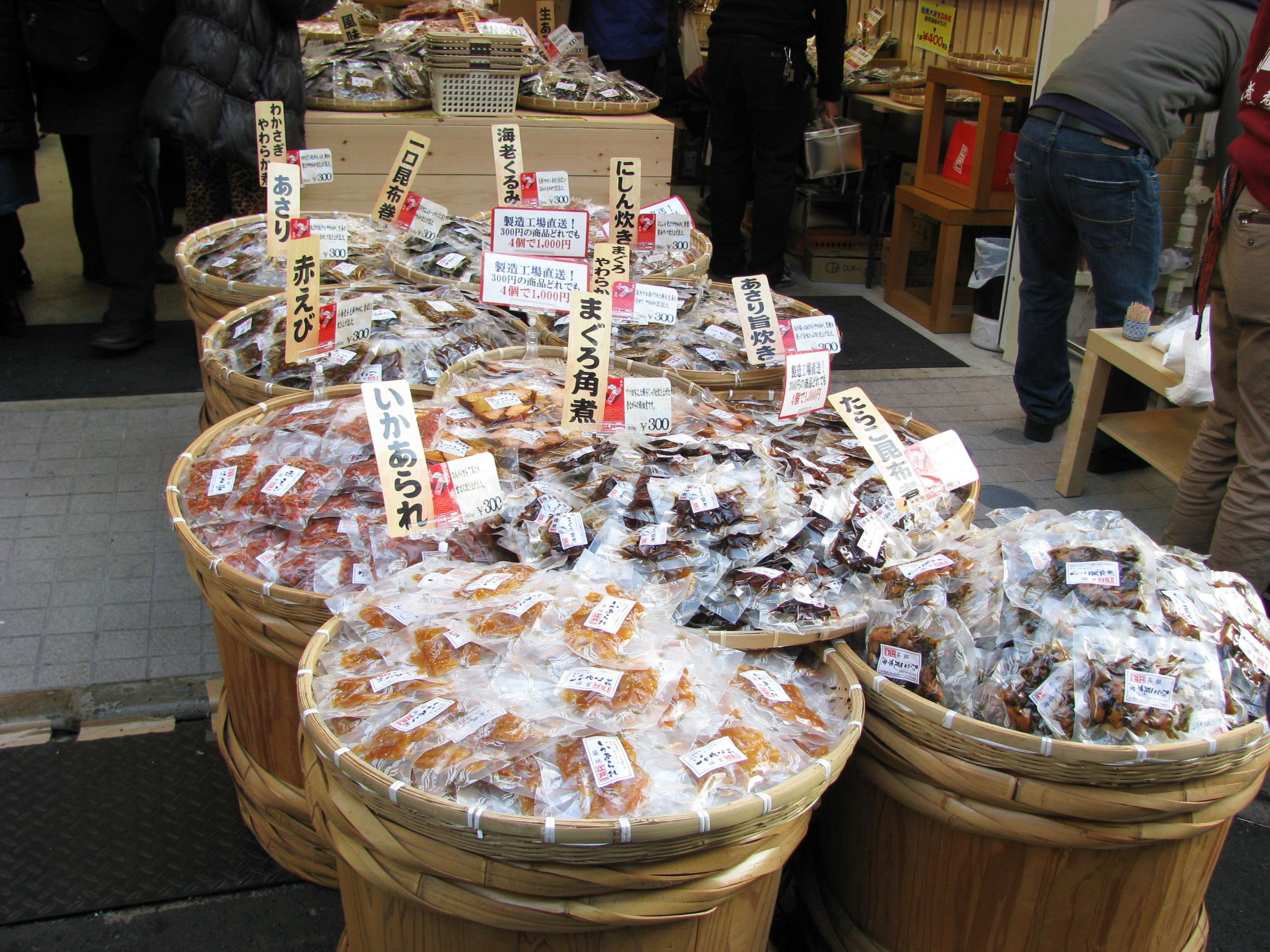
Цукудани в ларьке в Цукидзи, Тюо, Токио.
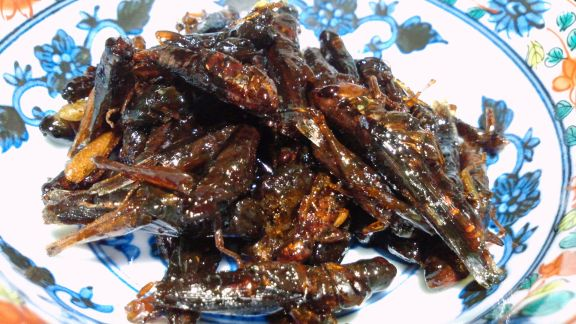
Саранча, отваренная в соевом соусе и сахаре ( инаго-но цукудани).

## Приготовление
Приготовление предполагает длительное тушение мелко порезанных инградиентов в мирине или в смеси соевого соуса и сахара. Приготовленные ингредиенты часто поступают из моря напрямую (мелкая рыба, водоросли или даже морепродукты (часто моллюски или конбу, иногда вакаме), но также могут быть и насекомые из горной местности (даже если практика энтомофагии в настоящее время более или менее вышла из употребления). Довольно сильное на вкус блюдо хорошо сочетается с отварным рисом и может использоваться в онигири или очазуке.

## Влияние на здоровье
Примерно с конца 20-го века все чаще отмечают, что содержание соли следует снизить, чтобы предотвратить ряд хронических заболеваний, связанных с артериальной гипертензией, поэтому многие цукудани, в настоящее время представленые на рынке, имеют более легкий вкус и не имеют длительного хранения. Многие цукудани требуют охлаждения для длительного хранения. Вместо этого некоторые продукты упаковываются в вакуум, чтобы увеличить срок хранения. В некоторые продукты добавлены загустители и стабилизаторы, в то время как другие рекламируют тот факт, что они не содержат никаких искусственных добавок.

## Метафорическое значение
Поскольку цукудани исторически представлял собой консервированную пищу, которую можно было использовать для применения остатков, ощущение слишком большого количества остатков еды в японской литературе иногда выражается как «слишком много, чтобы приготовить цукудани» (яп. 佃煮にするほど).